# (17493) Вилдкэт
(17493) Вилдкэт (лат. Wildcat) — астероид, относящийся к группе астероидов пересекающих орбиту Марса. Он был открыт 31 декабря 1991 года американскими астрономами Кэролин Шумейкер и Дэвидом Леви в Паломарской обсерватории и назван в честь символа Университета Аризоны, которым является дикая кошка.

Орбита астероида Вилдкэт и его положение в Солнечной системе